# جوردي أمات
جوردي أمات (Jordi Amat Maas) (21 مارس 1992 في كانيت دي مار في إسبانيا – )؛ هو لاعب كرة قدم كان يلعب كمدافع.

## وصلات خارجية
- جوردي أمات على موقع الاتحاد الدولي (مؤرشف)  (الإنجليزية)
- جوردي أمات على موقع الاتحاد الأوربي (الإنجليزية)
- جوردي أمات على موقع قاعدة بيانات كرة القدم.إي يو (الإنجليزية)
- جوردي أمات على موقع ناشيونال فوتبول تيمز (الإنجليزية)
- جوردي أمات على موقع Soccerbase.com (لاعب) (الإنجليزية)
- جوردي أمات على موقع Soccerway.com (الإنجليزية)
- جوردي أمات على موقع عالم كرة القدم.نت (الإنجليزية)
- جوردي أمات على موقع AS.com (الإسبانية)